# Lallemandana gressitti
Lallemandana gressitti är en insektsart som beskrevs av Hamilton 1980. Lallemandana gressitti ingår i släktet Lallemandana och familjen spottstritar. Inga underarter finns listade i Catalogue of Life.